# Anna Porfirogenetka
Anna Porfirogenetka (gr. Άννα; ur. 13 marca 963, zm. 1011) – księżna ruska, żona Włodzimierza Wielkiego. Pochodziła z dynastii macedońskiej, panującej w Bizancjum. Była córką cesarza Romana II i jego drugiej żony – Teofano. 

## Życiorys

### Anna jako księżniczka bizantyjska
Anna była jedyną siostrą cesarzy Bazylego II Bułgarobójcy i Konstantyna VIII. Urodziła się dwa dni przed śmiercią swego ojca – cesarza Romana II. Kronikarz Jan Skylitzes odnotował dokładną datę jej urodzin – 13 marca 963 roku. Według relacji Skylitzesa dwudziestoczteroletni ojciec Anny zmarł od wyczerpania organizmu na skutek rozpustnego trybu życia. Prawdopodobnie jednak został otruty. W tym samym roku cesarzem został dowódca armii bizantyjskiej – Nicefor II Fokas, który poślubił wdowę po Romanie II – Teofano.

### Kwestia zamążpójścia Anny
Dziad Anny – cesarz Konstantyn VII Porfirogeneta – w 949 roku napisał dla swojego syna traktat O zarządzaniu państwem, w którym wyraził swój stosunek do zawierania mariaży politycznych pomiędzy władcami Bizancjum a władcami ludów północnych, w tym z Rusinami:

Jeżeli kiedykolwiek którykolwiek z tych niewiernych i pogańskich plemion północnych poprosi o więzy krwi  przez ślub z basileusem rzymskim, czyli albo córkę jego otrzymać za żonę, albo wydać swoją córkę za basileusa bądź syna basileusa, powinieneś odmówić tej nierozumnej prośbie. [...] Poniewać każdy naród ma inne obyczaje, inne prawo i ustawy, on powinien trzymać się swoich porządków i związki dla zmieszania krwi zawierać i tworzyć wewnątrz jednego narodu.

Wyjątek Konstantyn VII Porfirogeneta uczynił dla dynastii, panujących w Europie Zachodniej. Mimo że w Bizancjum przywiązywano dużą wagę do rangi rodziny cesarskiej, okoliczności polityczne wymagały zawierania sojuszy z sąsiednimi ludami poprzez małżeństwa. Nicefor II Fokas – planował małżeństwa swoich pasierbów – Bazylego i Konstantego – z bułgarskimi księżniczkami. Przewrót, w którym brała udział cesarzowa Teofano, zniweczył te plany. Cesarz został zamordowany, a na tronie bizantyjskim zasiadł siostrzeniec Nicefora II i kochanek Teofano – Jan I Tzimiskes. Po śmierci Jana I w 976 roku władzę w cesarswie objęli bracia Bazyli i Konstanty, a ich siostra – zrodzona w purpurze Anna dojrzała do zamążpójścia.
Po zajęciu w 988 roku przez Rusinów greckiego miasta Korsuń na Krymie, Anna została obiecana za żonę Włodzimierzowi Wielkiemu przez swojego brata – cesarza Bazylego II. Był to jeden z warunków umowy o pomocy militarnej dla Bizancjum ze strony Rusi Kijowskiej.

### Anna jako żona Włodzimierza Wielkiego
W 988 lub 989 roku Anna poślubiła Włodzimierza Wielkiego. Kwestią sporną jest potomstwo Anny. Starsza literatura przyjmowała, że zmarła bezpotomnie. Obecnie to stanowisko ulega pewnej modyfikacji. Według jednej z hipotez miała dwóch synów:  Borysa Świętego, księcia rostowskiego, i Gleba Świętego, księcia muromskiego, oraz córkę Teofano, żonę Ostomira, posadnika Nowogrodu. Niektórzy badacze przypuszczają, że córką Anny była Dobroniega Maria, ale większą popularnością cieszy się stanowisko, że Dobroniega Maria pochodziła z ostatniego małżeństwa Włodzimierza.
Anna zmarła w 1011 roku.